# Арсизан-Аван
Арсиза́н-Ава́н (фр. Arcizans-Avant, окс. Arcisans Avant) — коммуна во Франции, находится в регионе Юг — Пиренеи. Департамент — Верхние Пиренеи. Входит в состав кантона Аржелес-Газост. Округ коммуны — Аржелес-Газост.
Код INSEE коммуны — 65021.

## География
Коммуна расположена приблизительно в 680 км к югу от Парижа, в 145 км юго-западнее Тулузы, в 31 км к юго-западу от Тарба.
На севере коммуны протекает река Гав-д’Азён.

## Климат
Климат умеренно-океанический с солнечной тёплой погодой и обильными осадками на протяжении практически всего года.

## Население
Население коммуны на 2010 год составляло 364 человека.
| 1962 | 1968 | 1975 | 1982 | 1990 | 1999 | 2010 |
| ---- | ---- | ---- | ---- | ---- | ---- | ---- |
| 206  | 185  | 192  | 200  | 258  | 298  | 364  |

## Администрация
| Период | Период | Фамилия    | Партия | Примечания |
| ------ | ------ | ---------- | ------ | ---------- |
| 2001   | 2014   | Андре Пюжо |        |            |
| 2014   | 2020   | Андре Верж |        |            |

## Экономика
В 2010 году среди 244 человек трудоспособного возраста (15-64 лет) 164 были экономически активными, 80 — неактивными (показатель активности — 67,2 %, в 1999 году было 67,5 %). Из 164 активных жителей работали 157 человек (79 мужчин и 78 женщин), безработных было 7 (3 мужчин и 4 женщины). Среди 80 неактивных 23 человека были учениками или студентами, 34 — пенсионерами, 23 были неактивными по другим причинам.

## Достопримечательности
- Церковь Св. Мартина (XVII век). Исторический памятник с 1979 года[4]

## Фотогалерея

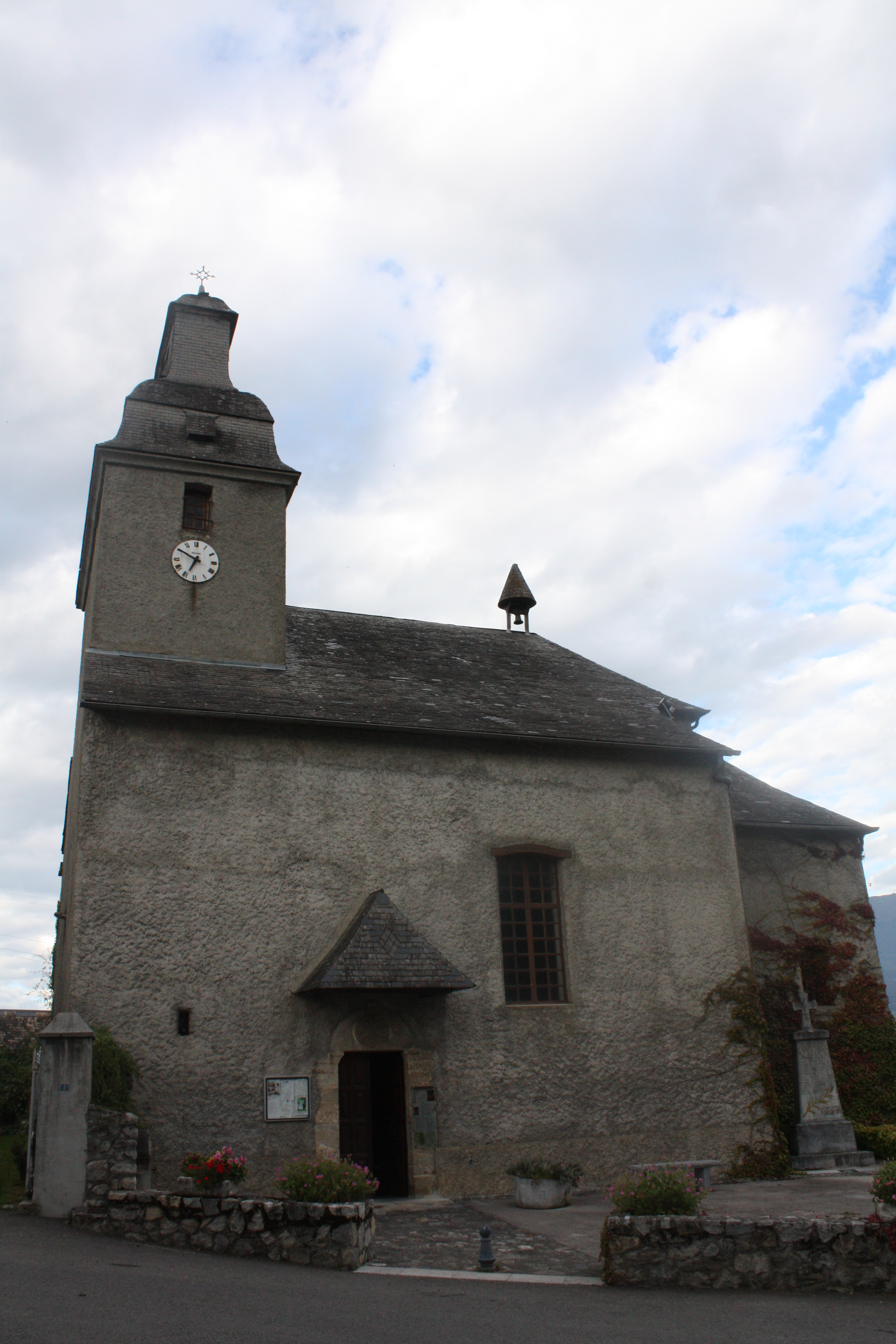
Церковь Св. Мартина
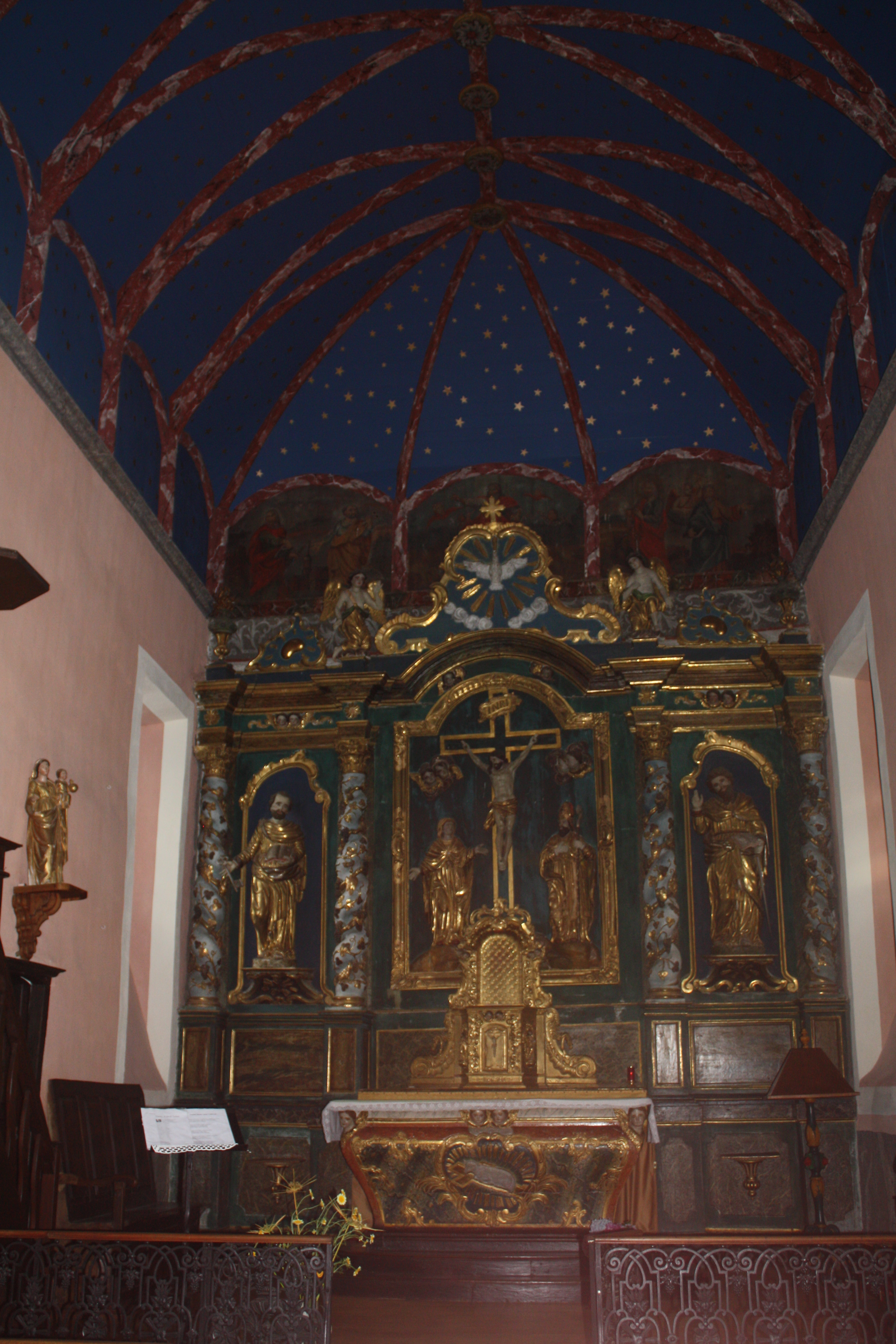
Клирос и ретабло церкви
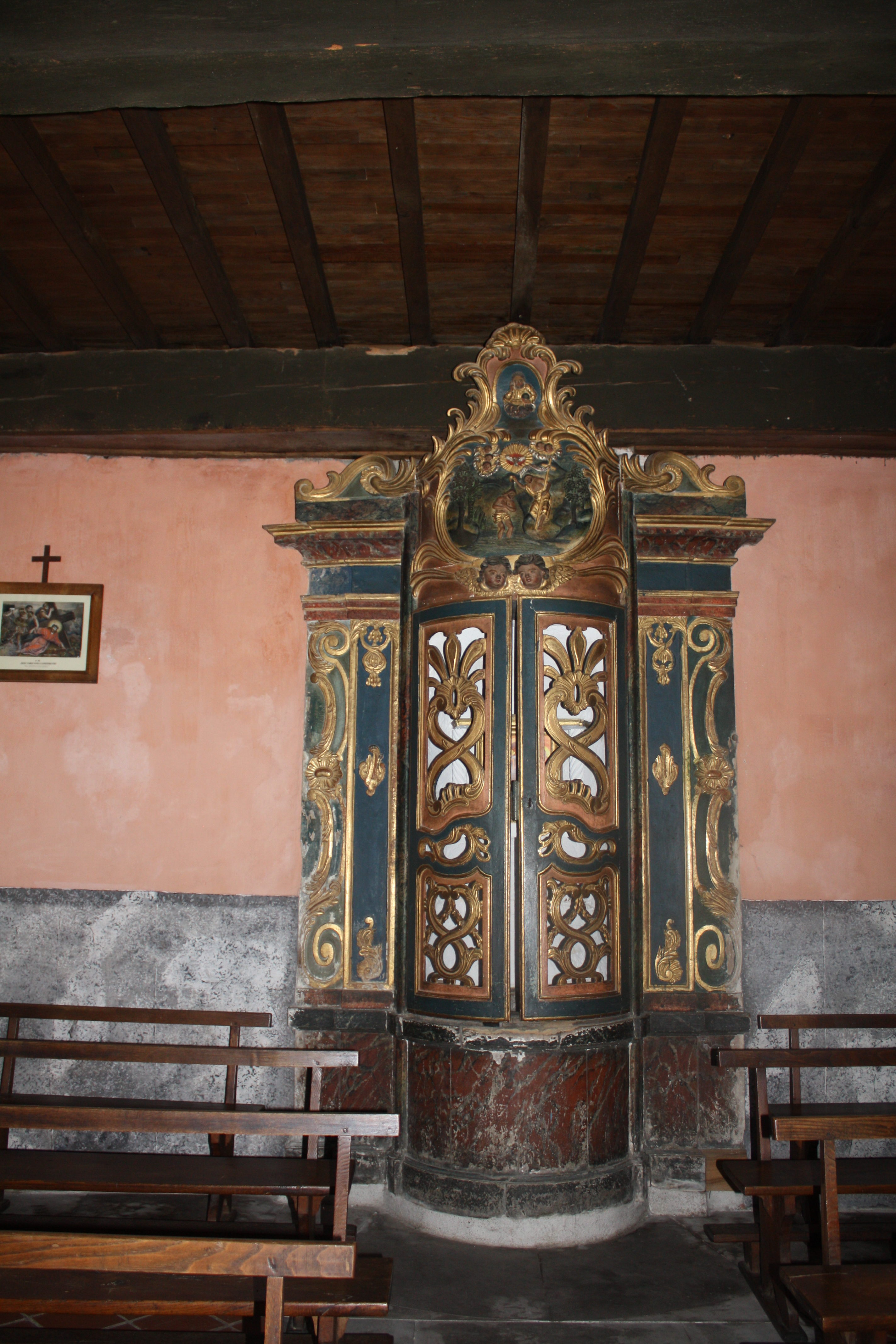
Баптистерий церкви
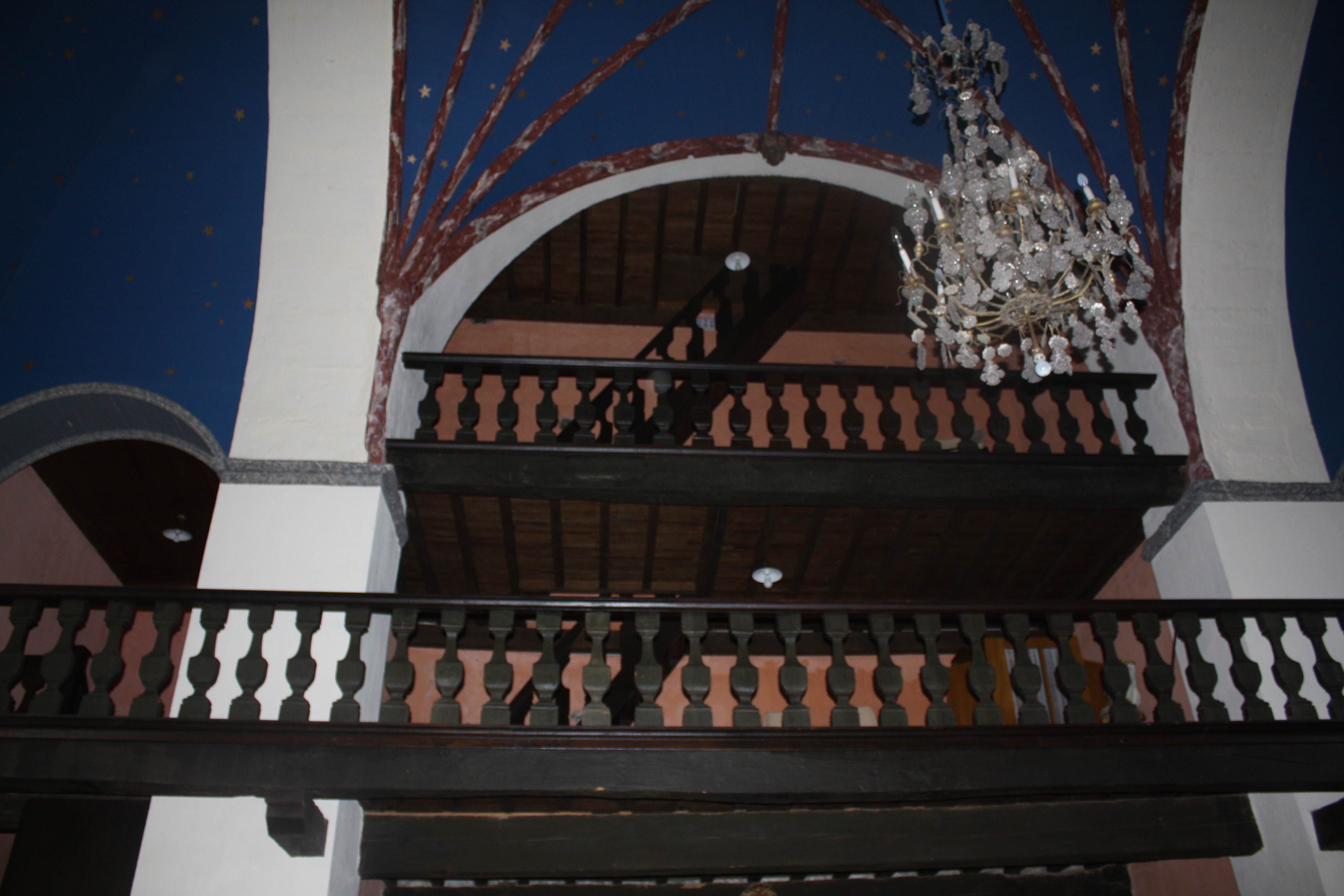
Кафедра церкви
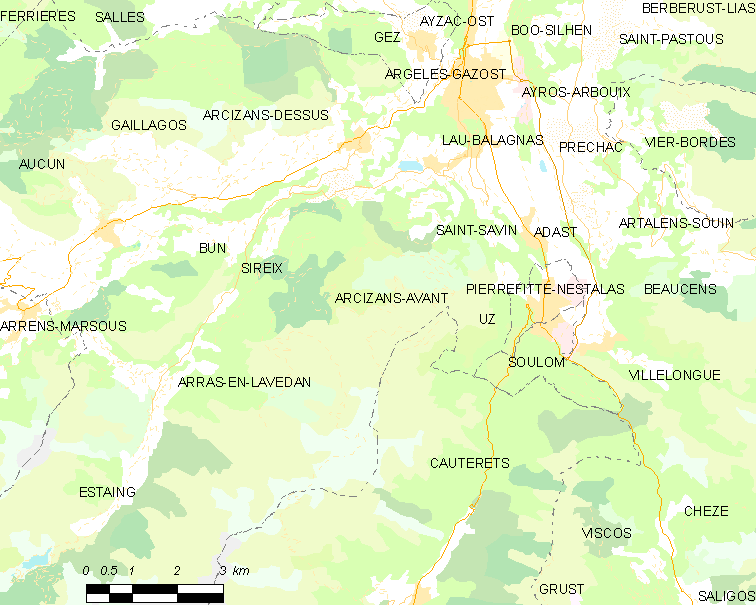
Карта коммуны